# Segonzactis
Segonzactis is een geslacht van zeeanemonen uit de klasse van de Anthozoa (bloemdieren).

## Soorten
- Segonzactis hartogi Vafidis & Chintiroglou, 2002
- Segonzactis platypus Riemann-Zürneck, 1979